# San Isidro, Ahome
San Isidro är en ort i Mexiko.   Den ligger i kommunen Ahome och delstaten Sinaloa, i den västra delen av landet, 1 300 km nordväst om huvudstaden Mexico City. San Isidro ligger 11 meter över havet och antalet invånare är 1 606.
Terrängen runt San Isidro är huvudsakligen platt, men åt nordost är den kuperad. Runt San Isidro är det ganska tätbefolkat, med 83 invånare per kvadratkilometer. Närmaste större samhälle är Higuera de Zaragoza, 5,4 km väster om San Isidro. Trakten runt San Isidro består till största delen av jordbruksmark.